# Niclas Eliasson
Niclas Eliasson Santana (* 7. Dezember 1995 in Varberg) ist ein schwedischer Fußballspieler brasilianischer Abstammung, der seit August 2022 beim griechischen Verein AEK Athen unter Vertrag steht. Der Flügelspieler ist ehemaliger schwedischer Juniorennationalspieler.

## Karriere

### Verein

#### Falkenbergs FF
Niclas Eliasson wurde im südschwedischen Varberg als Sohn einer Brasilianerin und eines Schweden geboren. Er begann mit dem Fußballspielen beim Falkenbergs FF und wurde zum Spieljahr 2013 in die erste Mannschaft befördert. Sein Debüt bestritt er am 2. März 2013 beim 2:1-Auswärtssieg gegen den BK Häcken im schwedischen Pokal. Am 9. April 2013 (1. Spieltag) absolvierte er sein erstes Spiel in der zweithöchsten schwedischen Spielklasse, als er beim 2:0-Auswärtssieg gegen Örgryte IS in der 78. Spielminute für Carl Wede eingewechselt wurde. Er etablierte sich mit 17 Jahren rasch in der Startformation des Aufstiegsaspiranten und zeichnete sich vor allem als Vorbereiter aus. Am 29. Juni 2013 (14. Spieltag) assistierte er beim 4:0-Auswärtssieg gegen den Ängelholms FF drei Tore. Sein erstes Tor für den FFF erzielte er am letzten Spieltag der Saison beim 4:2-Heimsieg gegen den Ängelholms FF. Mit diesem Sieg sicherte sich der Verein den Meistertitel und den Aufstieg in die höchste schwedische Spielklasse. Mit einem Tor und 13 Vorlagen trug Eliasson zum hervorragenden Abschneiden bei.

#### AIK Solna
Am 5. November 2013 wurde der Wechsel Niclas Eliassons zum AIK Solna bekanntgegeben. Am 31. März 2014 (1. Spieltag) debütierte er bei der 0:2-Heimniederlage gegen den IFK Göteborg in der Allsvenskan, als er in der 53. Spielminute für Kennedy Igboananike eingewechselt wurde. Ihm gelang in der nächsten Zeit nicht der Durchbruch in die Startformation. Am 31. August 2014 (22. Spieltag) erzielte er beim 4:2-Auswärtssieg gegen den IFK Norrköping sein erstes Tor für die Gnaget. und er bestritt in dieser Saison 2014 16 Ligaspiele, in denen ihm nur ein Torerfolg gelang. Im folgenden Spieljahr 2015 stand er in jedem Ligaspiel im Spieltagskader, bestritt aber nur zehn Einsätze, in denen er eine Vorlage beisteuerte.

#### IFK Norrköping
Auch in der folgenden Spielzeit 2016 verpasste er erneut den Sprung in die Startformation und schloss sich am 28. Juli 2016 dem Ligakonkurrenten IFK Norrköping auf Leihbasis an. Am 7. August 2016 (17. Spieltag) debütierte er beim 3:1-Heimsieg gegen den Örebro SK für seinen neuen Arbeitgeber, als er in der 69. Spielminute für Tesfaldet Tekie in die Partie gebracht wurde. Nach kleinen Anlaufschwierigkeiten etablierte er sich im September 2016 in der Startformation. Sein erstes Saisontor gelang ihm am 18. September (22. Spieltag) beim 2:1-Auswärtssieg gegen den Helsingborgs IF. Er beendete die Saison mit 18 Ligaeinsätzen, in denen er ein Tor erzielte und drei weitere Treffer vorbereitete.
Am 3. November 2016 wurde der permanente Wechsel Eliassons zum IFK Norrköping bekanntgegeben. In der nächsten Saison 2017 gelang ihm der Durchbruch in der Allsvenskan. Er galt als einer der besten Flügelspieler der Liga und zeichnete sich vor allem als Vorlagengeber aus. Vor seinem Wechsel hatte er in 17 Ligaspielen drei Tore und zehn Vorlagen gesammelt.

#### Bristol City
Am 8. August 2017 wechselte Niclas Eliasson für eine Ablösesumme in Höhe von zwei Millionen Euro zum englischen Zweitligisten Bristol City, wo er einen Dreijahresvertrag unterzeichnete. Sein Ligadebüt bestritt er am 12. August 2017 (2. Spieltag) bei der 1:2-Auswärtsniederlage gegen Birmingham City, als er in der 68. Spielminute für Josh Brownhill eingewechselt wurde. Sein erstes Tor erzielte er am 22. August 2017 beim 3:2-Ligapokalsieg gegen den FC Watford. Der Durchbruch als Stammspieler gelang ihm in dieser Saison 2017/18 und er kam nur in 13 der 46 möglichen Ligaspiele zum Einsatz.
In der nächsten Spielzeit 2018/19 gelang ihm allmählich der Sprung in die Startformation. Am 20. Oktober 2018 (13. Spieltag) erzielte er beim 1:0-Auswärtssieg gegen den FC Brentford sein erstes Ligator für die Robins. Er konnte jedoch nur wenige Scorerpunkte sammeln und rutschte in der Rückrunde aus der Startformation. Insgesamt absolvierte er in der Saison 2018/19 33 Ligaspiele, in denen er zwei Tore erzielte und sechs Vorlagen sammelte.
Im Verlauf der folgenden Spielzeit 2019/20 eroberte er sich seinen Platz in der Startformation zurück. Er etablierte sich als einer der Top-Vorlagengeber in der Championship und die Mannschaft spielte in dieser Saison um einen Platz in den Aufstiegs-Playoffs mit, der aber letztlich verpasst wurde. Insgesamt gelangen ihm in dieser Saison in 37 Ligaeinsätzen drei Tore und elf Vorlagen.
Am 2. Oktober 2020 wechselte Eliasson zum französischen Erstligisten Olympique Nîmes, wo er einen Dreijahresvertrag unterzeichnete. Sein Debüt bestritt er zwei Wochen später (7. Spieltag) bei der 0:4-Heimniederlage gegen Paris Saint-Germain.

### Nationalmannschaft
Von Juni bis September 2013 bestritt Niclas Eliasson fünf Länderspiele für die schwedische U18-Nationalmannschaft. Anschließend war er bis Mai 2014 für die U19 im Einsatz und absolvierte für diese Auswahl drei Spiele. Im Oktober 2014 wurde er zweimal in der U20 eingesetzt und erzielte dabei ein Tor. Im Juni 2017 bestritt er zwei Spiele für die U21.

## Persönliches
Niclas Eliassons ein Jahr jüngerer Bruder Joel ist ebenfalls Fußballspieler und entstammt ebenfalls der Jugendabteilung des Falkenbergs FF. Im Gegensatz zu seinem Bruder blieb ihm der Durchbruch im professionellen Fußball verwehrt und er ist seit Januar 2017 vereinslos.